# Scleromochlus
 Scleromochlus  ist eine Gattung kleiner Archosaurier der oberen Trias (Karnium–Norium) aus Schottland. Einzige Art ist Scleromochlus taylori.
Seine fossilen Überreste fand man erstmals 1907 in Sandstein-Formationen in der Nähe von Lossiemouth in Schottland. Es gibt lediglich Abdrücke von Knochenbruchstücken, und so haben sich nur wenige morphologische Details erhalten. Inzwischen kennt man sieben Exemplare.
Scleromochlus war nur 23 Zentimeter lang und grazil gebaut mit langen Hinterbeinen und kurzen Vorderbeinen. Der Schädel war relativ groß mit ausgedehnten Fenstern. 
Trotzdem nahm Friedrich von Huene schon 1914 an, dass Scleromochlus zum Gleitflug fähig war und Flughäute besaß. Scleromochlus könnte auf Bäumen gelebt haben und größere Distanzen im Gleitflug überbrückt haben. Er lebte zur gleichen Zeit wie die ersten Flugsaurier und könnte mit diesen gemeinsame Ahnen gehabt haben. 
In den 1980er und 1990er Jahren wurde diese Annahme durch Untersuchungen von Padian, Paul Sereno und Michael Benton weiter gestützt. Die systematische Stellung im System der Archosaurier ist noch immer nicht abschließend geklärt.